# Wezen
Wezen o Wesen (Delta Canis Majoris / δ CMa / 25 Canis Majoris) es la tercera estrella más brillante de la constelación del Can Mayor, con magnitud aparente +1.83, por detrás de Sirio (α Canis Majoris) y Adhara (ε Canis Majoris). Su nombre viene del árabe وزن (wazn, ‘peso’). El nombre es muy acertado ya que se trata de  una estrella supergigante y una de las más masivas que se pueden ver a simple vista. Se encuentra a una incierta distancia de 1800 años luz de la Tierra.

## Características físicas
De color blanco-amarillo y tipo espectral F8Ib, Wezen tiene una temperatura superficial de 6200 K Su radio es 200 veces más grande que el radio solar, por lo que si estuviera situada en el lugar del Sol, la superficie de la estrella prácticamente alcanzaría la órbita terrestre. Tiene una luminosidad 50 000 veces mayor que la del Sol. A partir de la medida de su velocidad de rotación, 28 km/s, se sabe que Wezen emplea casi un año en completar una vuelta alrededor de su eje.

## Evolución
Con una edad aproximada de 10 millones de años, Wezen es mucho más joven que el Sol, pero a diferencia de éste, en su núcleo ya ha finalizado la fusión del hidrógeno. Dicho núcleo está en el proceso de contraerse, calentarse y aumentar de tamaño; en menos de 100 000 años dará comienzo la fusión del helio en su núcleo, cuando la estrella entrará en la fase de supergigante roja. La fusión nuclear interna, la evolución estable, y la mezcla de gases en el interior han cambiado la composición química de la superficie de Wezen, siendo la abundancia de nitrógeno el doble de la normal, y la de sodio es 6 veces mayor.
Siendo su masa 17 veces mayor que  la del Sol, Wezen finalizará su vida explotando como una brillante supernova; su núcleo dará lugar a una estrella de neutrones del tamaño de una ciudad pequeña. Las capas externas de la estrella serán expulsadas al espacio interestelar, enriqueciéndolo con gran cantidad de elementos procesados, incluyendo una cantidad enorme de hierro de reciente formación.